# Volksliste
A Deutsche Volksliste (Lista do Povo Alemão) foi uma instituição do partido nazista cujo objetivo era a classificação dos habitantes dos territórios ocupados alemães em categorias, de acordo com critérios sistematizados por Heinrich Himmler. A instituição foi estabelecida pela primeira vez na Polônia ocidental, ocupada pelos nazistas em 1939. Instituições similares foram posteriormente criadas na França ocupada e no Reichskommissariat Ucrânia.
Volksdeutsche ( alemães étnicos ) eram pessoas de ascendência alemã que viviam fora da Alemanha. Embora os Volksdeutsche não detinha a cidadania alemã ou austríaca, o fortalecimento e desenvolvimento de suas comunidades em toda a Europa centro-leste era uma parte integrante da visão nazista para a criação da Grande Alemanha (Großdeutschland).

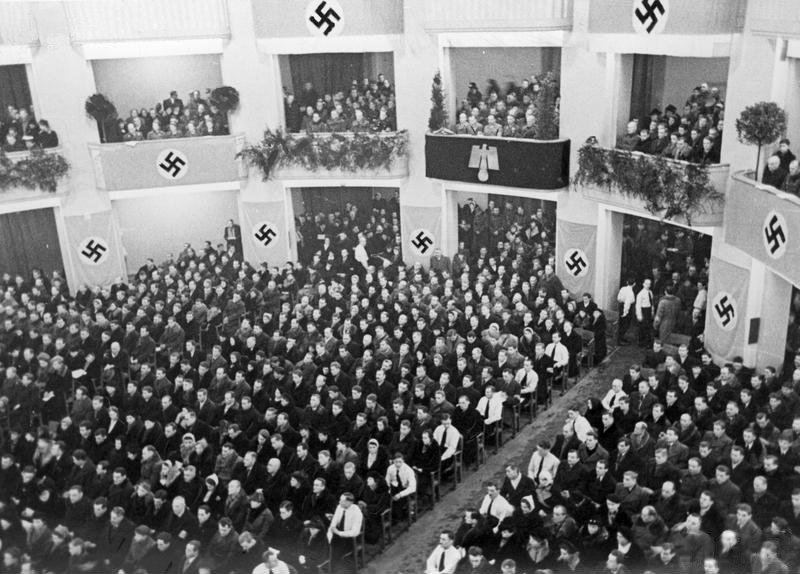
Reunião da Volksdeutsche em 1940 no território ocupado de Varsóvia.

## A motivação para criar a lista

### Germanização
De acordo com o testemunho de Kuno Wirsich:

O objetivo da lista do povo alemão era que as pessoas que fossem de descendência alemã e de ascendência étnica alemã deviam ser germanizados.
Quando a Alemanha invadiu a Polônia em 1939, e anexou a parte ocidental do país colocou o resto do país, sob a administração do Governo Geral.
O plano para a Polônia, conforme estabelecido no Generalplan Ost, foi para "purificar" as regiões recém-anexadas. Isso implicou na deportação de poloneses destas áreas para aquelas sob o controle do Governo Geral, e estabelecendo na região alemães étnicos de outros lugares, inclusive da área sob o Governo Geral e de dentro das fronteiras alemãs de antes da guerra
Em 2006, o historiador alemão Götz Aly disse que a política nazista foi baseada em critérios de seleção utilizados pela República Francesa, que foram usados após a Primeira Guerra Mundial para expulsar pessoas de etnia alemã da Alsácia.